# Tarenna lasiorhachis
Tarenna lasiorhachis är en måreväxtart som först beskrevs av Karl Moritz Schumann och Kurt Krause, och fick sitt nu gällande namn av Cornelis Eliza Bertus Bremekamp. Tarenna lasiorhachis ingår i släktet Tarenna och familjen måreväxter. Inga underarter finns listade i Catalogue of Life.